# Yasmina Djaballah
Yasmina Djaballah (Yasmina Ahcene-Djaballah, * 2. April 1971 in Oran, Algerien) ist eine deutsche Schauspielerin.

## Leben
Djaballah absolvierte von 1992 bis 1996 die Berliner Hochschule der Künste und war anschließend bis 1998 am Schauspielhaus Zürich engagiert. Danach spielte sie in Wien (1998–1999) und Berlin (2000–2003) Rollen am Theater. Im Zeitraum 2014–2015 war Djaballah am Landestheater Schleswig-Holstein als Gast in einer Inszenierung von Arthur Schnitzlers Bühnendrama Reigen zu sehen.
Yasmina Djaballah wirkte in den 1996 veröffentlichten Filmen Der Kokler, Haut und Haar und Jenseits von Schweden sowie Ostseebad, veröffentlicht 1997, mit.
Im Fernsehen war Djaballah in zahlreichen Rollen zu sehen, so unter anderem in den Kriminalfilmen Polizeiruf 110 (1995), Balko (1996) und Im Namen des Gesetzes (2000) sowie 2001 im Tatort Ein mörderisches Märchen mit den von Miroslav Nemec und Udo Wachtveitl gespielten Münchner Kriminalkommissaren Batic und Leitmayr in der Rolle der Maria Santiago. In dem 2003 veröffentlichten französischen Filmdrama Märzfieber spielte sie neben Ram Chand Chabbra die Hauptrolle. In der Fernsehserie Hinter Gittern – Der Frauenknast verkörperte sie im Zeitraum 2006–2007 die wiederkehrende Rolle der Katja Marnitz und war in der ZDF-Geschichtsdokumentation von 2008 Die Deutschen als Kaiserin Maria Theresia zu sehen. 
Von Januar bis Juli 2009 stand die Mimin in Ludwigsburg für die ARD-Vorabendserie Eine für alle – Frauen können’s besser in einer der Hauptrollen als Bärbel Dubois vor der Kamera. In der Vorabend-Krimiserie Morden im Norden der ARD spielte sie in der Folge Hinter der Fassade die Ärztin Dr. Johanna Euler. Seit Februar 2019 ist Djaballah in der ersten Staffel der bisher 10-teiligen Fernsehserie Die Klempnerin in der Titelrolle als Polizeipsychologin Mina Bäumer, die für die Essener Polizei arbeitet, besetzt. Bäumer sieht sich als Handwerkerin der menschlichen Seele, daher der Titel.
Die Schauspielerin lebt mit ihrem Mann und ihren beiden Kindern in Schleswig-Holstein an der Schlei.

## Filmografie (Auswahl)
- 1995: Polizeiruf 110 – Über Bande (Fernsehreihe)
- 1995: Polizeiruf 110 – Taxi zur Bank
- 1995: Balko (Fernsehserie, Folge Die Angst des Torwarts)
- 1996: Freunde fürs Leben (Fernsehserie, Folge Kännchenmännchen)
- 1996: Jenseits von Schweden (Kurzfilm)
- 1998, 2000: Wolffs Revier (Fernsehserie, Folgen Urlaub in den Tod und Tanz mit dem Teufel)
- 2000: Zwei Asse und ein König (Fernsehfilm)
- 2001: Tatort: Ein mörderisches Märchen
- 2001–2002: Die Anstalt – Zurück ins Leben (Fernsehserie, 12 Folgen)
- 2003: Märzfieber
- 2005: Pommery und Hochzeitstorte (Fernsehfilm)
- 2006–2007: Hinter Gittern – Der Frauenknast (Fernsehserie, 14 Folgen)
- 2008: Die Deutschen (Fernseh-Dokumentation, Folge Preußens Friedrich und die Kaiserin)
- 2009: Eine für alle – Frauen können’s besser (Fernsehserie, 20 Folgen)
- 2010, 2015, 2020: Notruf Hafenkante (Fernsehserie, Folgen Karten lügen nicht, Rache für mon cœur und Abistreich)
- 2013: In Your Dreams – Sommer deines Lebens
- 2013: Kleine Schiffe (Fernsehfilm)
- 2014: SOKO Wismar (Krimiserie, Folge Kalte Pizza)
- 2014: Polizeiruf 110: Liebeswahn
- 2014: Trennung auf Italienisch (Fernsehfilm)
- 2015: In aller Freundschaft – Die jungen Ärzte (Fernsehserie, Folge Wahrheiten)
- 2015: Pälzisch im Abgang (Fernseh-Mini-Serie, 6 Folgen)
- 2015: Großstadtrevier (Fernsehserie, Folge Die Heidekönigin)
- 2016: Die Pfefferkörner (Fernsehserie, Folge Gewissensfragen)
- 2017: Meine heile Welt: Der Hund
- 2018: Familie Dr. Kleist (Fernsehserie, Folge Handwerkerehre)
- 2017: Um Himmels Willen (Fernsehserie, Folge Nachtgestalten)
- 2018: Morden im Norden (Krimiserie, Folge Hinter der Fassade)
- 2019: Die Klempnerin (Fernsehserie, 10 Folgen)
- 2020: Das Geheimnis des Totenwaldes (Fernsehfilm)
- 2021, 2023: Alarm für Cobra 11 – Die Autobahnpolizei (Fernsehserie, 6 Folgen)
- 2019, 2021: SOKO Stuttgart (Fernsehserie, Folgen Kaffeefahrt, Der letzte Akt)
- seit 2021: Bettys Diagnose (Fernsehserie)
- 2022: Schule am Meer – Frischer Wind (Fernsehfilm)
- 2023: Landfrauen: Wir können auch anders (Fernsehfilm)
- 2023: In aller Freundschaft (Fernsehserie, Folgen Der Wald vor lauter Bäumen, Wenn die Pflicht ruft)
- 2023: Schule am Meer – Familienbande (Fernsehfilm)
- 2024: Der gute Bulle: Heaven can wait (Fernsehreihe)